# دونالد دبليو. فيسك
دونالد دبليو. فيسك (بالإنجليزية: Donald W. Fiske)‏ هو عالم نفس أمريكي، ولد في 1917 في لنكن في الولايات المتحدة، وتوفي في 6 أبريل 2003.